# Helmut Hönl
Helmut Hönl (Mannheim, 10 de fevereiro de 1903 — Freiburg im Breisgau, 29 de março de 1981) foi um físico teórico alemão. Contribuiu com trabalhos fundamentais sobre a mecânica quântica e para o entendimento da estrutura atômica e molecular.
De 1921 a ca. 1923 Hönl estudou na Universidade de Heidelberg, Universidade de Göttingen e Universidade de Munique, onde obteve o doutorado em 1926, orientado por Arnold Sommerfeld. De 1929 a 1933 foi assistente de Paul Peter Ewald na Universidade de Stuttgart, tornando-se então Privatdozent. Em 1940 foi professor extraordinário da Universidade de Erlangen e em 1943 professor ordinário de física teórica da Universidade de Freiburg, onde tornu-se professor emérito em 1971.

## Publicações selecionadas
- Arnold Sommerfeld e Helmut Hönl Über die Intensität der Multiplett-Linien, Sitzungsberichte der Preußischen Akademie der Wissenschaften. Physikalisch-mathematische Klasse. 141-161 (1925) as cited in Arnold Sommerfeld Bibliography – Sommerfeld Project.
- Helmut Hönl “The intensity of Zeeman components” (Translated from the German) Zeitschrift für Physik 31 340-354 (1925)
- Helmut Hönl  e Fritz London “The intensities of the band lines” (Translated from the German) Zeitschrift für Physik 33 803-809 (1925)
- Helmut Hönl “The intensity problem of spectral lines” (Translated from the German) Annalen der Physik 79  273-323 (1926)
- P. P. Ewald and H. Hönl  "The x-ray interferences in diamond as a wave-mechanical problem. Part I." (English translation from the German) Annalen der Physik 25 (4): 281-308 (1936)
- P. P. Ewald e H. Hönl "X-ray interference in diamonds as problem of wave mechanics. Part II Analysis of linear atomic chains." (English translation from the German) Annalen der Physik 26 (8): 673-696 (1936)